# În zori
În zori este o poezie scrisă de George Coșbuc, publicată în 1902 în volumul Ziarul unui pierde-vară.

## Legături externe
- Poezia În zori la wikisursă